# Theodor Wyder

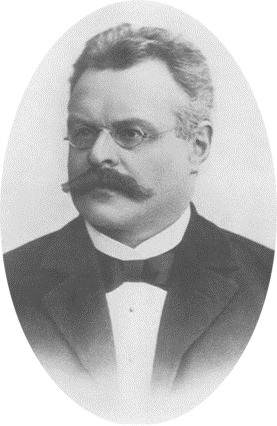
Theodor Alois Wyder

Theodor Alois Wyder ([ˈʋiːdər]; * 3. Dezember 1853 in Oberstrass bei Zürich; † 10. April 1926 in Schaffhausen) war ein schweizerischer Gynäkologe und Geburtshelfer.

## Leben
Theodor Wyder studierte Medizin an den Universitäten Tübingen, Zürich, Strassburg und Berlin. Er wurde 1878 in Strassburg, wo er ab 1877 unter Adolf Gusserow als Assistent arbeitete, promoviert. Mit ihm war dort auch Max Runge tätig. Nach der Berufung Gusserows nach Berlin wechselte Wyder 1879 als II., später I. Assistent, an das königlich sächsische Entbindungsinstitut zu Dresden unter Leitung Franz von Winckels. 1882 wechselte Wyder als Dozent für Gynäkologie an die Universität Zürich, wo er im gleichen Jahr habilitiert wurde. Als Max Runge, der Gusserow nach Berlin gefolgt war, 1884 an die Universität Dorpat berufen wurde, übernahm Wyder dessen Stelle als Privatdozent an der Charité unter Adolf Gusserow. Er blieb in Berlin bis zu seiner Berufung 1888 als ordentlicher Professor für Geburtshilfe und Gynäkologie, Direktor der Universitätsfrauenklinik und Direktor der kantonalen Hebammenschule der Universität Zürich. Ab 1888 war Theodor Wyder auch Mitherausgeber des Archiv für Gynäkologie. Er wurde zum Ehrenmitglied der Deutschen Gesellschaft für Gynäkologie und Geburtshilfe ernannt. 1926 verstarb er in Schaffhausen. Das dortige Stadtarchiv bewahrt einige Personalia auf.

## Schriften (Auswahl)
- Beiträge zur normalen und pathologischen Histologie der menschlichen Uterusschleimhaut Arch Gyn XIII
- Die Mucosa uteri während der Menstruation. Z. f. Gr. n. G. IX
- Die Mucosa uteri bei Myomen. Arch Gyn, XXIX
- Beiträge zur Lehre von der Extrauterinschwangerschaft und dem Orte des Zusammentreffens von Ovulum und Spermatozoen. Ib. XXVIII
- Perforation, künstliche Frühgeburt oder Sectio caesarea? Ein Beitrag zur Therapie bei engem Becken. Ib. XXXI
- Ueber Embolie der Lungenarterien in der geburtshilflich-gynäkologischen Praxis. Samml. klin. Vortr. 1896, No. 146
- Atlas für den gynäkologischen Unterricht. Berlin 1887